# Alteraciones de Ariza
Se conoce como alteraciones de Ariza a un conflicto antiseñorial que tuvo lugar en la población de Ariza (Reino de Aragón) en el siglo XVI. 
Aunque la población dependía del Señor de Ariza desde que en 1381 la corona había vendido la localidad, los campesinos se negaron en 1490 a acatar la autoridad de Guillén de Palafox y buscaron depender de la corona. Formalmente se apoyaban en su condición de población fronteriza que había hecho prometer a Pedro IV de Aragón que mantendría Ariza en realengo. Era parte de un malestar campesino contra los abusos señoriales más amplio en la Corona de Aragón, que coincidía con las revueltas de los payeses de remensa en Cataluña en años previos y con las de otras poblaciones en Aragón como Borja, La Almunia, Alquézar y Tamarite.
A diferencia de lo ocurrido en algunas de esas otras revueltas, en Ariza los campesinos fracasaron y sus líderes fueron ejecutados por haber atacado el castillo de la localidad. El rey Fernando el Católico confirmó los derechos del señor en la Sentencia de Celada. Una segunda revuelta tuvo lugar en tiempos del sucesor de Guillén con Carlos I de España revalidando la sentencia de su abuelo Fernando el Católico.
Estos fracasos no apaciguaron a los campesinos y a finales del siglo XVI los ánimos no se habían calmado. En 1561 el señor Juan de Palafox fue asesinado y el virrey de Aragón Juan de Gurrea fue incapaz de sofocar la revuelta sin una dura represión. La queja formal de los Palafox en las Cortes de Aragón llevó a Felipe II a aprobar incluso más rigurosos castigos a los insurrectos en 1585 para garantizar la paz en el reino.
Se trata de un conflicto análogo a otros en el Aragón de aquel tiempo, como la Guerra de Ribagorza o las alteraciones de Ayerbe y Monclús, que terminaron generando el caldo de cultivo de las Alteraciones de Aragón de 1591.